# قلة الأصابع
قلة الأصابع أي وجود أقل من خمسة أصابع في اليد أو القدم.

## الانتشار
أقل شيوعاً من كثرة الأصابع، وفي القدم تصيب الأصابع الوحشية (الخارجية) أكثر من الإصبع الكبير، وتشيع في شعب النعامة (الفادوما) في زيمبابوي.

## الأسباب
أسباب وراثية وعائلية، وقد تكون جزءاً من متلازمة كمتلازمة بولاند

## الأعراض
نقص في الأصابع غير مصحوب بألم، وفي حالة نقص إصبع القدم يكون مصحوباً بعد ارتياح أثناء انتعال الأحذية، وغالباً ما يتأقلم المصابون ولا يعانون من إعاقة كبيرة في القيام بأنشطتهم اليومية، حتى أشد الحالات إصابة قد تقوم بأعمال تحتاج مهارة دقيقة كالكتابة وصناعة الأحذية اليدوية أو قيادة سيارات الأجرة.

## العلاج
مراقبة المصاب فقط، وقد يُلجأ للجراحة في بعض الأحيان

## انعدام الأصابع
هي حالة قصوى من نقص الأصابع، تختفي فيها الأصابع الوسطى من اليد أو القدم، وقد تعرف باليد المشقوقة أو القدم المشقوقة، ويكون الطرف المصاب شبيهاً بالمخلب.